# Geelbuikmangrovezanger
De geelbuikmangrovezanger (Gerygone chrysogaster) is een zangvogel uit de familie Acanthizidae (Australische zangers).

## Verspreiding en leefgebied
Deze soort is endemisch in Nieuw-Guinea en telt drie ondersoorten:
- G. c. neglecta: Waigeo en Batanta.
- G. c. notata: Salawati en de Vogelkop.
- G. c. chrysogaster: Nieuw Guinea ten oosten van de Vogelkop, Japen en de Aru-eilanden .

## Status
De grootte van de populatie is niet gekwantificeerd maar de soort wordt omschreven als vrij algemeen tot zeer algemeen. Op de Rode lijst van de IUCN heeft deze soort de status niet bedreigd.